# Sandro Wolfinger
Sandro Wolfinger (Vaduz, 24 agosto 1991) è un calciatore liechtensteinese, centrocampista del Balzers.

## Carriera

### Nazionale
Con la nazionale Under-21 del Liechtenstein ha preso parte a 3 partite di qualificazione per il europeo di categoria.
Ha esordito con la nazionale maggiore il 19 novembre 2013 nell'amichevole Liechtenstein-Estonia (0-3).

## Statistiche

### Cronologia presenze e reti in nazionale
| Cronologia completa delle presenze e delle reti in nazionale ― Liechtenstein | Cronologia completa delle presenze e delle reti in nazionale ― Liechtenstein | Cronologia completa delle presenze e delle reti in nazionale ― Liechtenstein | Cronologia completa delle presenze e delle reti in nazionale ― Liechtenstein | Cronologia completa delle presenze e delle reti in nazionale ― Liechtenstein | Cronologia completa delle presenze e delle reti in nazionale ― Liechtenstein | Cronologia completa delle presenze e delle reti in nazionale ― Liechtenstein | Cronologia completa delle presenze e delle reti in nazionale ― Liechtenstein |
| Data                                                                         | Città                                                                        | In casa                                                                      | Risultato                                                                    | Ospiti                                                                       | Competizione                                                                 | Reti                                                                         | Note                                                                         |
| ---------------------------------------------------------------------------- | ---------------------------------------------------------------------------- | ---------------------------------------------------------------------------- | ---------------------------------------------------------------------------- | ---------------------------------------------------------------------------- | ---------------------------------------------------------------------------- | ---------------------------------------------------------------------------- | ---------------------------------------------------------------------------- |
| 19-11-2013                                                                   | Vaduz                                                                        | Liechtenstein                                                                | 0 – 3                                                                        | Estonia                                                                      | Amichevole                                                                   | -                                                                            | 71’                                                                          |
| 5-3-2014                                                                     | Tbilisi                                                                      | Georgia                                                                      | 2 – 0                                                                        | Liechtenstein                                                                | Amichevole                                                                   | -                                                                            | 87’                                                                          |
| 21-5-2014                                                                    | Vaduz                                                                        | Liechtenstein                                                                | 1 – 5                                                                        | Bielorussia                                                                  | Amichevole                                                                   | -                                                                            | 45’                                                                          |
| 4-9-2014                                                                     | Zenica                                                                       | Bosnia ed Erzegovina                                                         | 3 – 0                                                                        | Liechtenstein                                                                | Amichevole                                                                   | -                                                                            | 82’                                                                          |
| 8-9-2014                                                                     | Chimki                                                                       | Russia                                                                       | 4 – 0                                                                        | Liechtenstein                                                                | Qual. Euro 2016                                                              | -                                                                            | 87’                                                                          |
| 12-10-2014                                                                   | Stoccolma                                                                    | Svezia                                                                       | 2 – 0                                                                        | Liechtenstein                                                                | Qual. Euro 2016                                                              | -                                                                            | 83’                                                                          |
| 31-3-2015                                                                    | Eschen                                                                       | Liechtenstein                                                                | 1 – 0                                                                        | San Marino                                                                   | Amichevole                                                                   | -                                                                            | 62’                                                                          |
| 10-6-2015                                                                    | Thun                                                                         | Svizzera                                                                     | 3 – 0                                                                        | Liechtenstein                                                                | Amichevole                                                                   | -                                                                            | 67’                                                                          |
| 23-3-2016                                                                    | Gibilterra                                                                   | Gibilterra                                                                   | 0 – 0                                                                        | Liechtenstein                                                                | Amichevole                                                                   | -                                                                            | 45’                                                                          |
| 28-3-2016                                                                    | Marbella                                                                     | Liechtenstein                                                                | 2 – 3                                                                        | Fær Øer                                                                      | Amichevole                                                                   | 1                                                                            |                                                                              |
| 6-6-2016                                                                     | Reykjavík                                                                    | Islanda                                                                      | 4 – 0                                                                        | Liechtenstein                                                                | Amichevole                                                                   | -                                                                            | 72’                                                                          |
| 31-8-2016                                                                    | Horsens                                                                      | Danimarca                                                                    | 4 – 0                                                                        | Liechtenstein                                                                | Amichevole                                                                   | -                                                                            | 54’                                                                          |
| 5-9-2016                                                                     | León                                                                         | Spagna                                                                       | 8 – 0                                                                        | Liechtenstein                                                                | Qual. Mondiali 2018                                                          | -                                                                            | 78’                                                                          |
| 24-3-2017                                                                    | Vaduz                                                                        | Liechtenstein                                                                | 0 – 3                                                                        | Macedonia del Nord                                                           | Qual. Mondiali 2018                                                          | -                                                                            | 78’                                                                          |
| 7-6-2017                                                                     | Turku                                                                        | Finlandia                                                                    | 1 – 1                                                                        | Liechtenstein                                                                | Amichevole                                                                   | -                                                                            | 45’                                                                          |
| 11-6-2017                                                                    | Udine                                                                        | Italia                                                                       | 5 – 0                                                                        | Liechtenstein                                                                | Qual. Mondiali 2018                                                          | -                                                                            | 68’                                                                          |
| 5-9-2017                                                                     | Vaduz                                                                        | Liechtenstein                                                                | 0 – 8                                                                        | Spagna                                                                       | Qual. Mondiali 2018                                                          | -                                                                            | 82’                                                                          |
| 6-10-2017                                                                    | Vaduz                                                                        | Liechtenstein                                                                | 0 – 1                                                                        | Israele                                                                      | Qual. Mondiali 2018                                                          | -                                                                            |                                                                              |
| 9-10-2017                                                                    | Strumica                                                                     | Macedonia del Nord                                                           | 4 – 0                                                                        | Liechtenstein                                                                | Qual. Mondiali 2018                                                          | -                                                                            | 65’                                                                          |
| 14-12-2017                                                                   | Doha                                                                         | Qatar                                                                        | 1 – 2                                                                        | Liechtenstein                                                                | Amichevole                                                                   | -                                                                            | 84’                                                                          |
| 21-3-2018                                                                    | La Línea de la Concepción                                                    | Liechtenstein                                                                | 0 – 1                                                                        | Andorra                                                                      | Amichevole                                                                   | -                                                                            | 45’                                                                          |
| 25-3-2018                                                                    | Malaga                                                                       | Fær Øer                                                                      | 3 – 0                                                                        | Liechtenstein                                                                | Amichevole                                                                   | -                                                                            | 83’                                                                          |
| 6-9-2018                                                                     | Erevan                                                                       | Armenia                                                                      | 2 – 1                                                                        | Liechtenstein                                                                | UEFA Nations League 2018-2019                                                | 1                                                                            | 81’                                                                          |
| 9-9-2018                                                                     | Vaduz                                                                        | Liechtenstein                                                                | 2 – 0                                                                        | Gibilterra                                                                   | UEFA Nations League 2018-2019                                                | -                                                                            | 40’ 74’                                                                      |
| 13-10-2018                                                                   | Skopje                                                                       | Macedonia del Nord                                                           | 4 – 1                                                                        | Liechtenstein                                                                | UEFA Nations League 2018-2019                                                | -                                                                            | 79’                                                                          |
| 16-10-2018                                                                   | Gibilterra                                                                   | Gibilterra                                                                   | 2 – 1                                                                        | Liechtenstein                                                                | UEFA Nations League 2018-2019                                                | -                                                                            | 67’                                                                          |
| 23-3-2019                                                                    | Vaduz                                                                        | Liechtenstein                                                                | 0 – 2                                                                        | Grecia                                                                       | Qual. Euro 2020                                                              | -                                                                            |                                                                              |
| 26-3-2019                                                                    | Parma                                                                        | Italia                                                                       | 6 – 0                                                                        | Liechtenstein                                                                | Qual. Euro 2020                                                              | -                                                                            |                                                                              |
| 8-6-2019                                                                     | Erevan                                                                       | Armenia                                                                      | 3 – 0                                                                        | Liechtenstein                                                                | Qual. Euro 2020                                                              | -                                                                            | 85’                                                                          |
| 11-6-2019                                                                    | Vaduz                                                                        | Liechtenstein                                                                | 0 – 2                                                                        | Finlandia                                                                    | Qual. Euro 2020                                                              | -                                                                            | 77’                                                                          |
| 5-9-2019                                                                     | Zenica                                                                       | Bosnia ed Erzegovina                                                         | 5 – 0                                                                        | Liechtenstein                                                                | Qual. Euro 2020                                                              | -                                                                            | 64’                                                                          |
| 15-10-2019                                                                   | Vaduz                                                                        | Liechtenstein                                                                | 0 – 5                                                                        | Italia                                                                       | Qual. Euro 2020                                                              | -                                                                            | 84’                                                                          |
| 18-11-2019                                                                   | Vaduz                                                                        | Liechtenstein                                                                | 0 – 3                                                                        | Bosnia ed Erzegovina                                                         | Qual. Euro 2020                                                              | -                                                                            |                                                                              |
| 8-9-2020                                                                     | Rimini                                                                       | San Marino                                                                   | 0 – 2                                                                        | Liechtenstein                                                                | UEFA Nations League 2020-2021                                                | -                                                                            | 87’ 90’                                                                      |
| 7-10-2020                                                                    | Lussemburgo                                                                  | Lussemburgo                                                                  | 1 – 2                                                                        | Liechtenstein                                                                | Amichevole                                                                   | -                                                                            | 74’                                                                          |
| 10-10-2020                                                                   | Vaduz                                                                        | Liechtenstein                                                                | 0 – 1                                                                        | Gibilterra                                                                   | UEFA Nations League 2020-2021                                                | -                                                                            | 59’                                                                          |
| 13-10-2020                                                                   | Vaduz                                                                        | Liechtenstein                                                                | 0 – 0                                                                        | San Marino                                                                   | UEFA Nations League 2020-2021                                                | -                                                                            | 45’                                                                          |
| 11-11-2020                                                                   | Attard                                                                       | Malta                                                                        | 3 – 0                                                                        | Liechtenstein                                                                | Amichevole                                                                   | -                                                                            | 78’                                                                          |
| 28-3-2021                                                                    | Skopje                                                                       | Macedonia del Nord                                                           | 5 – 0                                                                        | Liechtenstein                                                                | Qual. Mondiali 2022                                                          | -                                                                            | 11’                                                                          |
| 31-3-2021                                                                    | Vaduz                                                                        | Liechtenstein                                                                | 1 – 4                                                                        | Islanda                                                                      | Qual. Mondiali 2022                                                          | -                                                                            |                                                                              |
| 3-6-2021                                                                     | San Gallo                                                                    | Svizzera                                                                     | 7 – 0                                                                        | Liechtenstein                                                                | Amichevole                                                                   | -                                                                            | 89’                                                                          |
| 7-6-2021                                                                     | Tórshavn                                                                     | Fær Øer                                                                      | 5 – 1                                                                        | Liechtenstein                                                                | Amichevole                                                                   | -                                                                            | 84’                                                                          |
| 2-9-2021                                                                     | San Gallo                                                                    | Liechtenstein                                                                | 0 – 2                                                                        | Germania                                                                     | Qual. Mondiali 2022                                                          | -                                                                            | 83’                                                                          |
| 8-9-2021                                                                     | Erevan                                                                       | Armenia                                                                      | 1 – 1                                                                        | Liechtenstein                                                                | Qual. Mondiali 2022                                                          | -                                                                            | 75’                                                                          |
| 8-10-2021                                                                    | Vaduz                                                                        | Liechtenstein                                                                | 0 – 4                                                                        | Macedonia del Nord                                                           | Qual. Mondiali 2022                                                          | -                                                                            | 79’                                                                          |
| 11-10-2021                                                                   | Reykjavík                                                                    | Islanda                                                                      | 4 – 0                                                                        | Liechtenstein                                                                | Qual. Mondiali 2022                                                          | -                                                                            | 84’                                                                          |
| 11-11-2021                                                                   | Wolfsburg                                                                    | Germania                                                                     | 9 – 0                                                                        | Liechtenstein                                                                | Qual. Mondiali 2022                                                          | -                                                                            | 83’                                                                          |
| 14-11-2021                                                                   | Vaduz                                                                        | Liechtenstein                                                                | 0 – 2                                                                        | Romania                                                                      | Qual. Mondiali 2022                                                          | -                                                                            | 70’ 82’                                                                      |
| 25-3-2022                                                                    | Murcia                                                                       | Liechtenstein                                                                | 0 – 6                                                                        | Capo Verde                                                                   | Amichevole                                                                   | -                                                                            | 45’                                                                          |
| 29-3-2022                                                                    | Murcia                                                                       | Liechtenstein                                                                | 0 – 1                                                                        | Fær Øer                                                                      | Amichevole                                                                   | -                                                                            |                                                                              |
| 3-6-2022                                                                     | Vaduz                                                                        | Liechtenstein                                                                | 0 – 2                                                                        | Moldavia                                                                     | UEFA Nations League 2022-2023                                                | -                                                                            |                                                                              |
| 6-6-2022                                                                     | Riga                                                                         | Lettonia                                                                     | 1 – 0                                                                        | Liechtenstein                                                                | UEFA Nations League 2022-2023                                                | -                                                                            |                                                                              |
| 10-6-2022                                                                    | Andorra La Vella                                                             | Andorra                                                                      | 2 – 1                                                                        | Liechtenstein                                                                | UEFA Nations League 2022-2023                                                | -                                                                            | 40’                                                                          |
| 23-3-2023                                                                    | Lisbona                                                                      | Portogallo                                                                   | 4 – 0                                                                        | Liechtenstein                                                                | Qual. Euro 2024                                                              | -                                                                            | 80’                                                                          |
| 26-3-2023                                                                    | Vaduz                                                                        | Liechtenstein                                                                | 0 – 7                                                                        | Islanda                                                                      | Qual. Euro 2024                                                              | -                                                                            | 72’                                                                          |
| 17-6-2023                                                                    | Lussemburgo                                                                  | Lussemburgo                                                                  | 2 – 0                                                                        | Liechtenstein                                                                | Qual. Euro 2024                                                              | -                                                                            | 24’                                                                          |
| 20-6-2023                                                                    | Vaduz                                                                        | Liechtenstein                                                                | 0 – 1                                                                        | Slovacchia                                                                   | Qual. Euro 2024                                                              | -                                                                            | 62’                                                                          |
| 8-9-2023                                                                     | Zenica                                                                       | Bosnia ed Erzegovina                                                         | 2 – 1                                                                        | Liechtenstein                                                                | Qual. Euro 2024                                                              | 1                                                                            | 84’                                                                          |
| 11-9-2023                                                                    | Bratislava                                                                   | Slovacchia                                                                   | 3 – 0                                                                        | Liechtenstein                                                                | Qual. Euro 2024                                                              | -                                                                            | 63’                                                                          |
| 13-10-2023                                                                   | Vaduz                                                                        | Liechtenstein                                                                | 0 – 2                                                                        | Bosnia ed Erzegovina                                                         | Qual. Euro 2024                                                              | -                                                                            | 33’                                                                          |
| 19-11-2023                                                                   | Vaduz                                                                        | Liechtenstein                                                                | 0 – 1                                                                        | Lussemburgo                                                                  | Qual. Euro 2024                                                              | -                                                                            | 63’                                                                          |
| 22-3-2024                                                                    | Tórshavn                                                                     | Fær Øer                                                                      | 4 – 0                                                                        | Liechtenstein                                                                | Amichevole                                                                   | -                                                                            | 52’                                                                          |
| 26-3-2024                                                                    | Larnaca                                                                      | Lettonia                                                                     | 1 – 1                                                                        | Liechtenstein                                                                | Amichevole                                                                   | -                                                                            | 79’                                                                          |
| 3-6-2024                                                                     | Szombathely                                                                  | Albania                                                                      | 3 – 0                                                                        | Liechtenstein                                                                | Amichevole                                                                   | -                                                                            | Cap.                                                                         |
| 7-6-2024                                                                     | Bucarest                                                                     | Romania                                                                      | 0 – 0                                                                        | Liechtenstein                                                                | Amichevole                                                                   | -                                                                            | 23’                                                                          |
| 5-9-2024                                                                     | Serravalle                                                                   | San Marino                                                                   | 1 – 0                                                                        | Liechtenstein                                                                | UEFA Nations League 2024-2025 - 1º turno                                     | -                                                                            |                                                                              |
| 10-10-2024                                                                   | Vaduz                                                                        | Liechtenstein                                                                | 1 – 0                                                                        | Hong Kong                                                                    | Amichevole                                                                   | -                                                                            | 46’                                                                          |
| 13-10-2024                                                                   | Vaduz                                                                        | Liechtenstein                                                                | 0 – 0                                                                        | Gibilterra                                                                   | UEFA Nations League 2024-2025 - 1º turno                                     | -                                                                            | 64’                                                                          |
| 14-11-2024                                                                   | Ta' Qali                                                                     | Malta                                                                        | 2 – 0                                                                        | Liechtenstein                                                                | Amichevole                                                                   | -                                                                            | 46’                                                                          |
| 18-11-2024                                                                   | Vaduz                                                                        | Liechtenstein                                                                | 1 – 3                                                                        | San Marino                                                                   | UEFA Nations League 2024-2025 - 1º turno                                     | -                                                                            | 77’                                                                          |
| 22-3-2025                                                                    | Vaduz                                                                        | Liechtenstein                                                                | 0 – 3                                                                        | Macedonia del Nord                                                           | Qual. Mondiali 2026                                                          | -                                                                            | 73’                                                                          |
| Totale                                                                       |                                                                              | Presenze                                                                     | 71                                                                           |                                                                              | Reti (8º posto)                                                              | 3                                                                            |                                                                              |